# António Bernardo da Fonseca Moniz
António Bernardo da Fonseca Moniz (Torre de Moncorvo, 11 de Março de 1789 — Porto, 4 de Dezembro de 1859) foi um presbítero da Igreja Católica Romana, bispo do Algarve (1840-1854) e bispo do Porto (1854-1859), que exerceu importantes funções políticas, entre as quais as de deputado e par do reino.

## Biografia
Nasceu em Moncorvo, filho de Francisco José Nunes da Fonseca Moniz, Bacharel em Direito pela Faculdade de Direito da Universidade de Coimbra e advogado, e de sua mulher Ana Maria de Madureira e Torres. Foi irmão do Brigadeiro José Maria da Fonseca Moniz, 1.º Barão de Palme, e de Carlos Felizardo da Fonseca Moniz, Abade de Beiriz.
Obteve o grau de Bacharel em Direito pela Faculdade de Direito da Universidade de Coimbra em Junho de 1814, optando pelo sacerdócio. Foi ordenado presbítero em 1816. Nesse mesmo ano  foi nomeado vigário geral em Valença, cargo que manteve até em 1819 ser colocado por concurso na abadia de Gemeses, no concelho de Esposende.
A 4 de Setembro de 1819 foi nomeado Procurador Geral da Mitra pelo arcebispo de Braga, o seu conterrâneo frei Miguel da Madre de Deus da Cruz, fixando-se naquela cidade, onde desempenhou diversos cargos no âmbito da arquidiocese, entre as quais as de secretário do arcebispo. Quando o arcebispo apresentou sinais de senilidade, o governo diocesano ficou praticamente nas mãos de António Bernardo da Fonseca Moniz. Mantendo-se em Braga, em Junho de 1826 foi provido, por concurso, na abadia de Santa Eulália de Beiriz, então no concelho de Barcelos (hoje no concelho de Vila do Conde).
Quando o arcebispo frei Miguel da Madre de Deus da Cruz faleceu, a 21 de Setembro de 1827, retirou-se para a sua igreja de Santa Eulália de Beiriz, onde permaneceu até 1833, ano em que se refugiou no Porto por temer represálias por parte dos miguelistas.
Instaurado o regime liberal, e sendo um clérigo conotado com os ideais liberais, em 1834 foi nomeado pelo rei D. Pedro IV de Portugal para o cargo de governador do Bispado de Coimbra. No cargo revelou-se um ferrenho defensor da nova ordem liberal, tendo perseguido os clérigos conotados com o miguelismo derrotado.
Nas eleições gerais de Julho de 1834 foi eleito deputado às Cortes pelo círculo eleitoral da Província do Minho, para a legislatura 1834-1836, a primeira após o termo da Guerra Civil Portuguesa. Durante esta legislatura foi deputado da facção ministerial e fez parte da comissão parlamentar que emitiu parecer sobre a regência do Reino na menoridade de D. Maria II de Portugal, tendo sido favorável à regência de D. Pedro, duque de Bragança. Integrou igualmente a comissão parlamentar que deu parecer sobre o casamento da rainha, de que resultou o parecer de 28 de Agosto de 1834 que autorizou o casamento de D. Maria II com um príncipe estrangeiro. Também se pronunciou no sentido de declarar a maioridade de D. Maria II face à doença de D. Pedro IV. Integrou a Comissão Parlamentar de Instrução Pública, tendo conduzido a aprovação do parecer que viria a permitir aos estudantes da Universidade de Coimbra que tinham interrompido os estudos para integrarem o Batalhão Académico pudessem continuar estudos com financiamento do Estado.
No ano seguinte, a 29 de Abril de 1835, foi nomeado tesoureiro-mor da Sé Metropolitana de Lisboa e cónego da mesma sé, cargos de que tomou posse em 1 de Maio de 1835, mantendo-se contudo no governo da Diocese de Coimbra. Em Janeiro de 1836 foi transferido para o cargo de governador do arcebispado de Braga, cargo de que foi exonerado por decreto de 15 de Setembro de 1836 em consequência da Revolução de Setembro.
Em pleno devorismo, adquiriu em 1834, em conjunto com os seus irmãos, o extinto Mosteiro de São Salvador de Palme, em Palme, que fora extinto em 1834. Como o mosteiro e os terrenos envolventes foram desamortizados dos bens eclesiásticos e incorporados nos bens nacionais, foram por ele adquiridos em hasta pública. O Mosteiro de Palme foi legado ao seu irmão José Maria da Fonseca Moniz, militar que se destacara entre as hostes liberais, que depois seria feito 1.º barão de Palme.
Nas eleições gerais de Julho de 1836 foi novamente eleito deputado pela Província do Minho, não chegando a tomar posse por entretanto ter ocorrido a Revolução de Setembro e as Cortes terem sido dissolvidas antes de tomarem assento.
Depois da sua experiência no governo das dioceses de Coimbra e Braga, em 5 de Janeiro de 1840 foi indigitado pelo Governo para bispo da Diocese do Algarve, onde o bispo D. Bernardo António de Figueiredo havia falecido em 1838. Contudo, após a entrada em vigor da Constituição Portuguesa de 1838, que estabelecia e existência de um senado, nas eleições gerais de 22 de Março de 1840 foi eleito senador pelo círculo eleitoral de Viana do Castelo para as Cortes de 1840 a 1842.
Estando empenhado nas questões eleitorais, não tomou de imediato posse da sua Diocese, tendo sido representado no acto pelo Dr. António Luís de Macedo, cónego de Faro. Só em 27 de Maio de 1840, já eleito senador, D. António Moniz se apresentou para assumir o bispado, mantendo-se no seu governo até 27 de Fevereiro de 1841, data em que partiu para Lisboa para ocupar a cadeira de senador.
Não tendo a Santa Sé reconhecido o regime liberal português, apesar de indigitado pelo governo português para bispo do Algarve, não recebeu a confirmação apostólica, estando assim impossibilitado de obter a sagração episcopal.
Como senador, integrou a comissão consultiva formada em 7 de Março de 1842 para coadjuvar Pedro de Sousa Holstein, o 1.º duque de Palmela, nas negociações com a Santa Sé visando resolver o diferendo que opunha o regime liberal português à Igreja Católica.
Sanadas as divergências com a Santa Sé, a confirmação foi dada em 22 de Janeiro de 1844, tendo em consequência sido sagrado pelo arcebispo de Braga, D. Pedro Paulo de Figueiredo da Cunha e Melo, em 16 de Junho desse ano na capela do Mosteiro de Palme. Fez a sua entrada triunfal em Faro, como bispo diocesano, no 1.° domingo de Setembro de 1844.
Manteve actividade política intensa, tendo sido nomeado a 7 de Julho de 1851 para o cargo de Ministro dos Negócios Eclesiásticos e da Justiça do 21.º governo da Monarquia Constitucional, presidido por João Carlos de Saldanha Oliveira e Daun, o 1.º duque de Saldanha. Manteve-se assim nomeado até 4 de Março de 1852, sem contudo ter sido empossado.
Em 3 de Fevereiro de 1852 tomou posse na Câmara dos Pares do Reino. Como par do reino integrou diversas comissões parlamentares, com destaque para as relacionadas com a instrução pública e os negócios eclesiásticos. Interessado por questões legais, fez parte das comissões que discutiram a sucessão no pariato e a elaboração do novo código penal (1853).
Alegando que o clima do Algarve era prejudicial à sua saúde, pediu e obteve transferência para a Diocese do Porto, aí entrando em 15 de Março de 1854, sendo confirmado pela Santa Sé em 23 de Junho do mesmo ano. Faleceu no cargo de bispo do Porto a 4 de Dezembro de 1859 e está sepultado na cripta da Sé do Porto.
Foi agraciado como Comendador da Real Ordem Militar de Cristo e da Real Ordem Militar de Santiago da Espada.